# Niloter
Niloter är ett samlingsnamn för folkslagen vid övre Nilen (den södra delen av Nilen) i södra Sudan, norra Uganda, västra Kenya och norra Tanzania, som alla talar Nilo-sahariska språk, till exempel acholi, shilluk, luo, nuer, dinka och massajer. 
De flesta nilotiska kulturer är baserade boskapsskötsel av transhumans-typ. Organisationsmässigt uppvisar de stora skillnader, acholi och shilluk har haft en central kungamakt medan luo, nuer och massajer saknat centraliserat ledarskap.